# 三星NX100

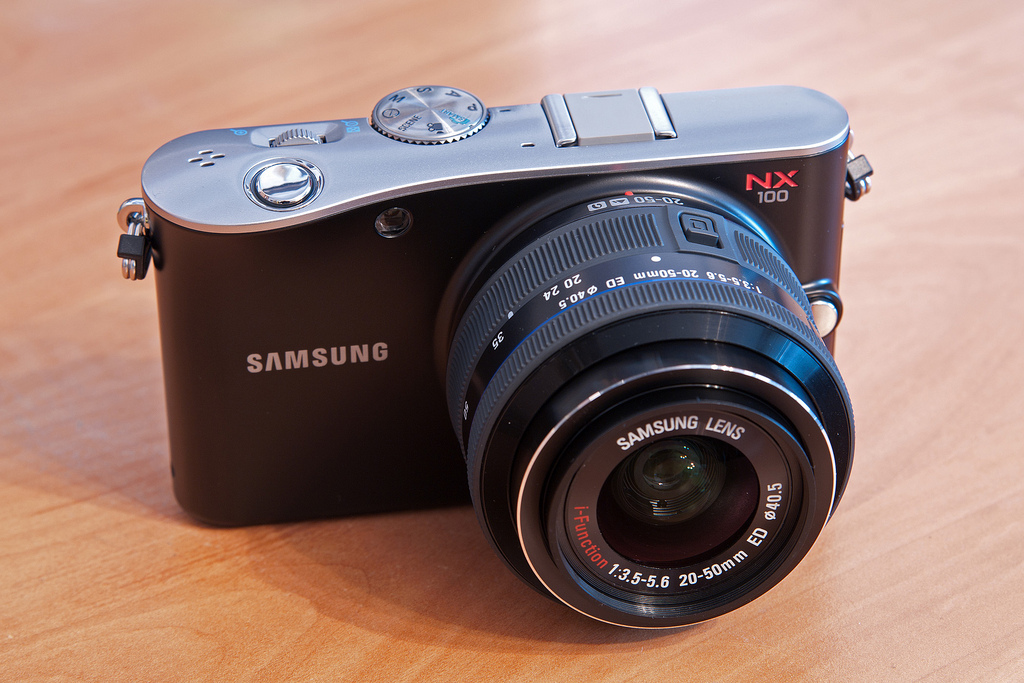
Samsung NX100

Samsung NX100是韓國三星電子於2010年推出的无反相机。

## 規格[1]
- 感光元件：CMOS
- 畫素：1510萬畫素
- 焦距：24~72公厘
- F值：F1.8~F2.4
- ISO值：800/100/200/400/800/1600/3200
- 記憶體：SD Card（上限2GB）、SDHC Card（上限8GB）
- 尺寸：123 x 87 x 39.8 mm
- 重量：353公克
- 螢幕：3.0" AMOLED
- 影像尺寸： 1280 x 720/640 x 480/320 x 240
- 影片格式：1080p 30fps
- 鏡頭産地：韓國（SAMSUNG LENS 使用）
- 産地：韓國